# Mantelovití
Mantelovití (Mantellidae) je čeleď žab. Žáby se vyskytují pouze na ostrovech Madagaskar a Mayotte. K životu dávají přednost vlhkým až bažinatým lesům, ale žijí také v pobřežních oblastech.

## Popis
Čeleď mantelovití popsal Raymond Ferdinand Laurent v roce 1946. Je rozdělena na tři ekologicky odlišné podčeledi: Mantellinae je podčeleď především zemní, část života mohou žít u vody; Laliostominae jsou velké zemní žáby; a Boophinae zahrnuje stromové druhy. Nejasné je postavení rodu Tsingymantis. K 31. červenci 2022 bylo popsáno 237 druhů (AmphibiaWeb), řada dalších však zůstává stále nepopsána. Předkové mantelovitých se na ostrovy zřejmě dostali z Asie před 76 až 87 miliony lety a rozrůznili se zde; mantely dnes tvoří nejrozmanitější žabí čeleď na Madagaskaru.
Mantelovití jsou obyčejně malé žáby o velikosti 1,5 až 5 cm, některé druhy jsou však výrazně větší; mohou měřit 10 až 12 cm. Mají zářivé zbarvení kůže, které poukazuje na jed. Způsob rozmnožování mantel závisí na druhu. U některých jsou vajíčka umístěna do vody, u jiných naopak na zem nebo na listy. Podrod Pandanusicola klade vejce do nádržek z rostlin, případně do pomalu tekoucích vodních toků. Podčeledi Boophinae a Laliostominae se rozmnožují prostřednictvím amplexu, u Mantellinae se toto chování neobjevuje. U několika druhů, například Mantidactylus argenteus, se vyvinula rodičovská péče.

## Ohrožení
Řada mantel je ohrožena ničením přirozeného prostředí, k čemuž se může přidávat i nevelký areál rozšíření mnohých druhů a případně i odlov jedinců pro obchod. Celý rod Mantella je zapsán na Úmluvu o mezinárodním obchodu s ohroženými druhy volně žijících živočichů a rostlin, příloha II.